# Schruns
Schruns est une ville autrichienne, située dans le land de Vorarlberg, il s'agit aussi d'une station de sports d'hiver.
Il est arrivé que la ville accueille des compétitions internationales dont la coupe du monde de ski alpin.

## Galerie

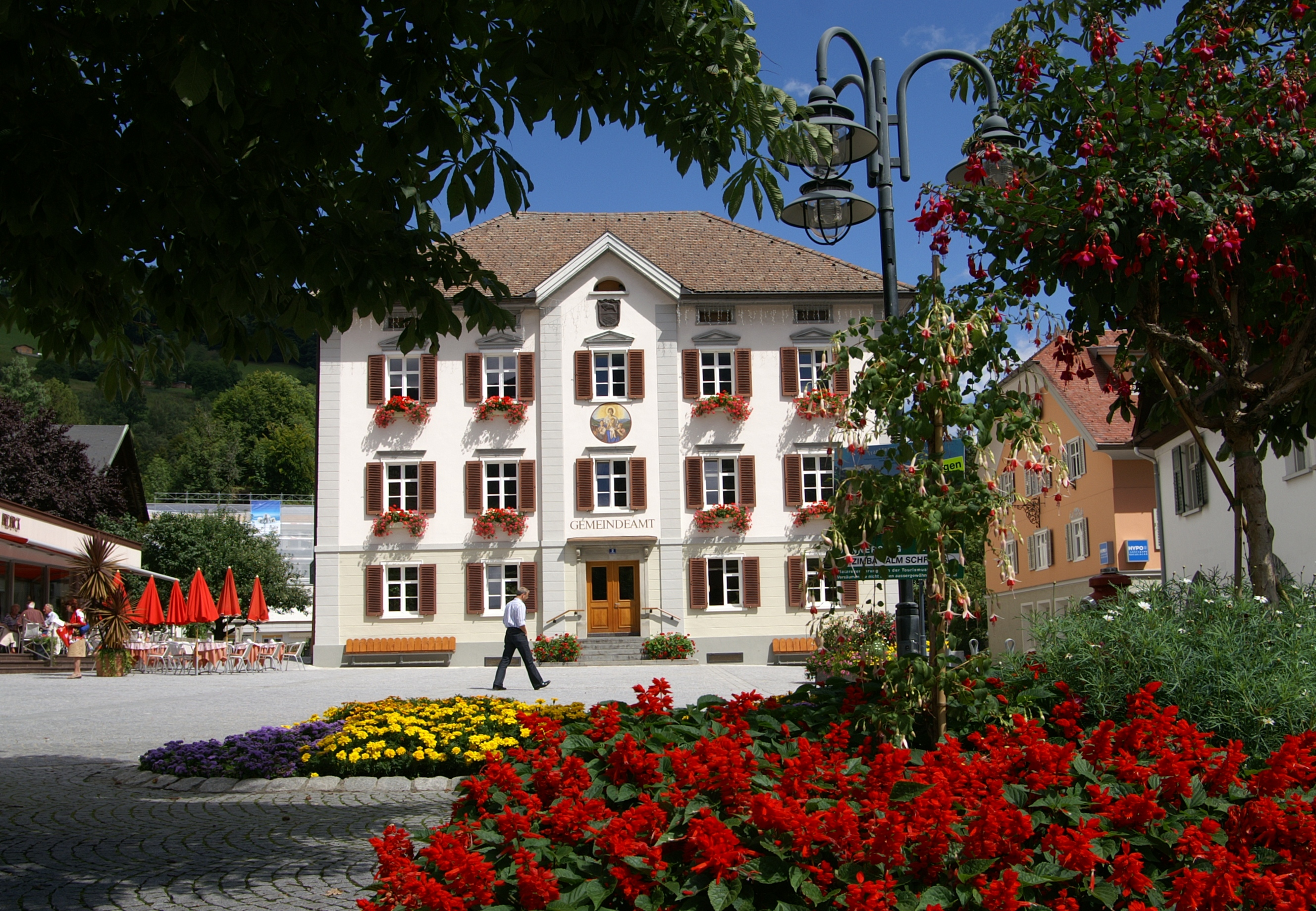
L'hôtel de ville
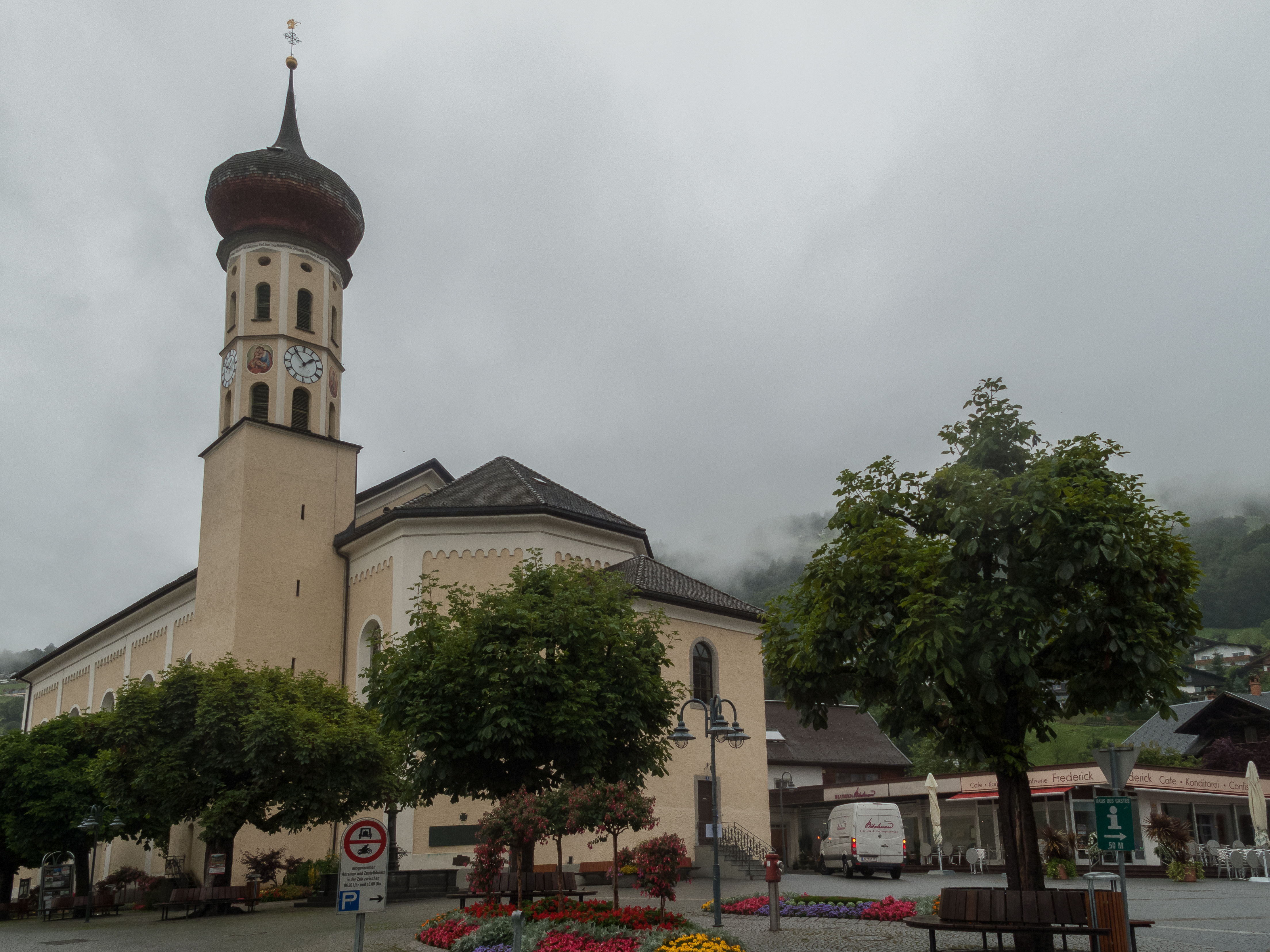
Église: katholische Pfarrkirche heilige Jodok
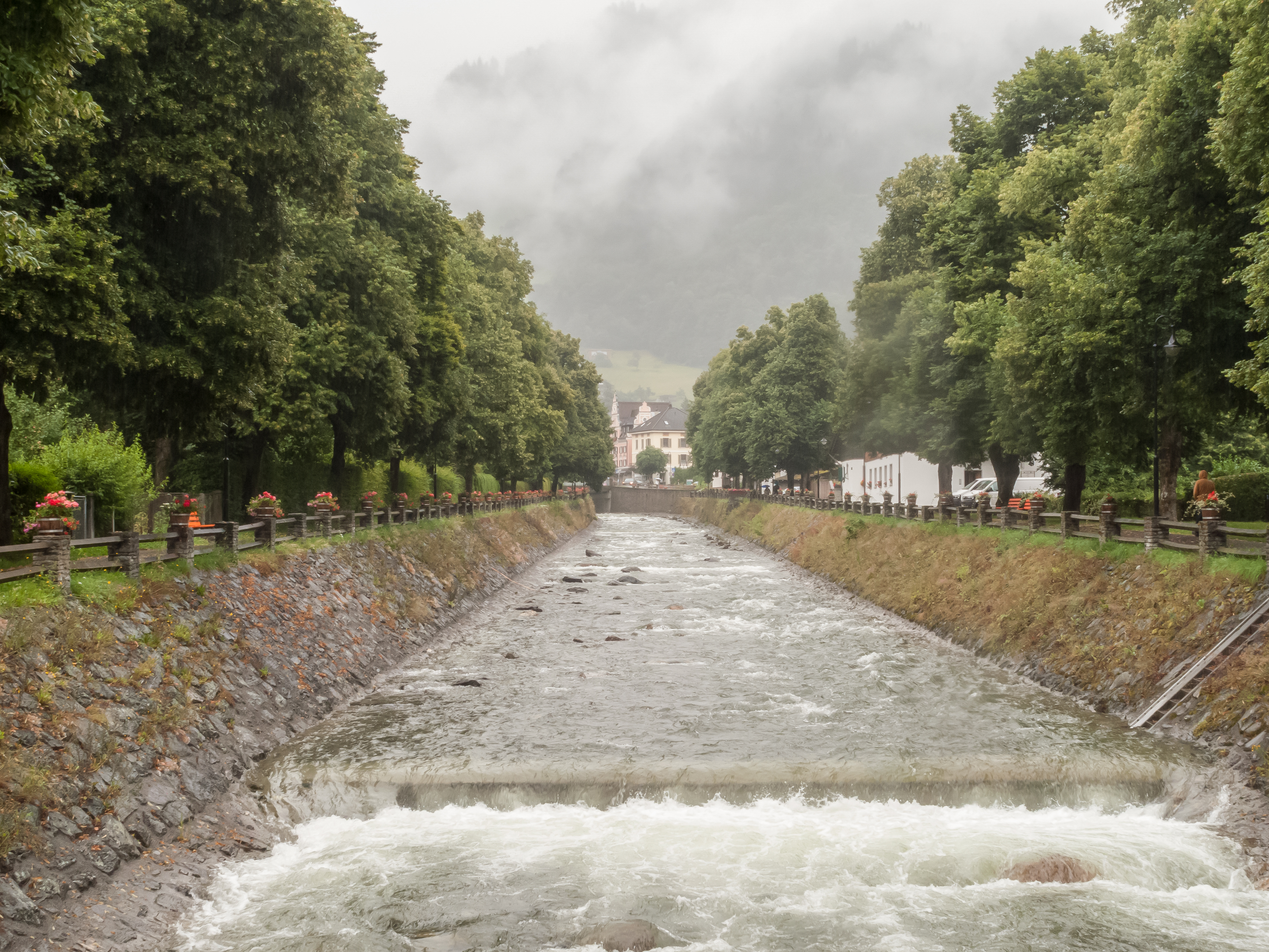
La rivière: die Litz

## Musée
La création du musée du patrimoine (en allemand : Heimatmuseum) de Schruns remonte à l’année 1906, lorsqu’un groupe d’habitants intéressés par l’histoire locale commencèrent à rassembler des animaux, plantes et minéraux typiques de la région de Montafon. Puis la collection s’étendit aux meubles, peintures et œuvres d’art. Le musée pour la protection de la culture locale fut officiellement fondé en 1921.  En 1987, il s’installa sur la place de l’église, dans une ancienne maison du conseil de ville, rénovée et à laquelle une extension moderne fut ajoutée.

## Personnalités
- Elisabeth Schwarzkopf (1915-2006),  soprano allemande
- Christoph Schönborn (*1945), cardinal
- Ingrid Gfölner (1952), skieuse alpine
- Anita Wachter (*1967), skieuse alpine
- Konrad Honold (1918-2007), artiste peintre, restaurateur, héraldiste
- Christoph Feurstein (de) (*1972), journaliste et animateur (ORF)
- Rainer Salzgeber (*1967), skieur alpin
- Edwin Albrich (1910-1976), médecin
- Ernest Hemingway (1899-1961), écrivain, y séjourna les hivers 1924 et 1925 (voir Paris est une fête)
- Richard Coudenhove-Kalergi (1894-1972), homme politique et Père de l'Europe, est mort à Schruns